# Mohács
Mohács ([ˈmohaːt͡ʃ] en croata y bunjevaco: Mohač, en serbio Мохач, en alemán Mohatsch, en turco Mohaç) es una ciudad en el condado de Baranya, Hungría, en la orilla derecha del Danubio. 

## Historia
En tiempo de los romanos hubo un campo en las orillas del Danubio cerca de Mohács. En el medieval Reino de Hungría, Mohács formó parte del histórico condado de Baranya, y durante el gobierno otomano fue la sede administrativa del Sanjak de Mohács, una unidad administrativa otomana. Dos batallas famosas ocurrieron en este lugar:
1. Batalla de Mohács de 1526.
2. Batalla de Mohács de 1687.

Estas batallas representaron el comienzo y el final, respectivamente, de la dominación otomana de Hungría.
Después de que los Habsburgo capturaran la zona de los otomanos, Mohács fue incluida en el condado de Baranya restaurado. En 1910, la población del distrito de Mohács ascendía a 56.909 personas, de los que 21.951 personas hablaban alemán, 20.699 húngaro, 4.312 serbio y 421 croata. Otros 9.600 habitantes fueron apuntados como hablantes de "otros idiomas" (presumiblemente, bunjevaco y Šokac).

## Acontecimientos
La ciudad alberga cada primavera el carnaval anual de Busójárás.

## Ciudadanos destacados
- Ferenc Pfaff, arquitecto húngaro, diseñador de las principales estaciones ferroviarias de Bratislava, Miskolc (Gömöri y Estación ferroviaria de Tiszai), Pécs, Győr, Košice, Satu Mare, Szeged, Vršac, Carei, Zagreb, Debrecen y muchas otras ciudades.
- Endre Rozsda, pintor húngaro-francés.
- Ödön Szendrő, líder local de la Revolución húngara de 1956, se convirtió en ciudadano honorario de Mohács en 1992.
- Personas y familias llamados Mohácsi son o proceden de esta ciudad.

## Ciudades hermanadas
- Bensheim - Alemania.
- Pélmonostor - Croacia.
- Sveti Filip i Jakov - Croatia.
- Aranyosgyéres - Rumania.
- Siemianowice Śląskie - Polonia.
- Beykoz - Turquía.
- Wattrelos - Francia.